# Camptown (Scottish Borders)
Camptown ist ein Weiler im Süden der schottischen Council Area Scottish Borders beziehungsweise in der traditionellen Grafschaft Roxburghshire. Er liegt rund acht Kilometer südlich von Jedburgh und 17 Kilometer östlich von Hawick am rechten Ufer des Jed Water.

## Geschichte
Der Ortsname rührt vermutlich von einem historischen Camp in der Nähe her. Vermutlich im 16. Jahrhundert entstand südlich von Camptown ein Tower House. Im Laufe des 17. Jahrhunderts wurde am selben Standort mit Edgerston House ein Herrenhaus erbaut.

## Verkehr
Camptown ist direkt an der A68 (Edinburgh–Darlington) gelegen. Rund sechs Kilometer südlich markiert der ehemalige Grenzübergang Carter Bar die schottisch-englische Grenze.